# Cryptobranchus
Cryptobranchus is een geslacht van reuzensalamanders. De groep werd voor het eerst wetenschappelijk beschreven door Friedrich Sigismund Leuckart in 1821. Het geslacht wordt vertegenwoordigd door twee soorten. Lange tijd was het geslacht monotypisch en werd alleen vertegenwoordigd door de modderduivel (Cryptobranchus alleganiensis). In veel literatuur wordt deze verouderde situatie vermeld. 

## Uiterlijke kenmerken
In tegenstelling tot de soorten uit geslacht Aziatische reuzensalamanders (Andrias) hebben deze soorten vier kieuwbogen in plaats van twee. Daarnaast is de kieuwopening open, hoewel meestal slechts aan een kant.

## Verspreiding en leefgebied
De modderduivel komt alleen voor in een klein deel van noordoostelijk Noord-Amerika. Cryptobranchus bishopi komt alleen voor in de staten Missouri en Arkansas. 

## Taxonomie
Geslacht Cryptobranchus 
- - Soort Modderduivel (Cryptobranchus alleganiensis)
  - Soort Cryptobranchus bishopi